# St-Siméon (Saint-Simeux)

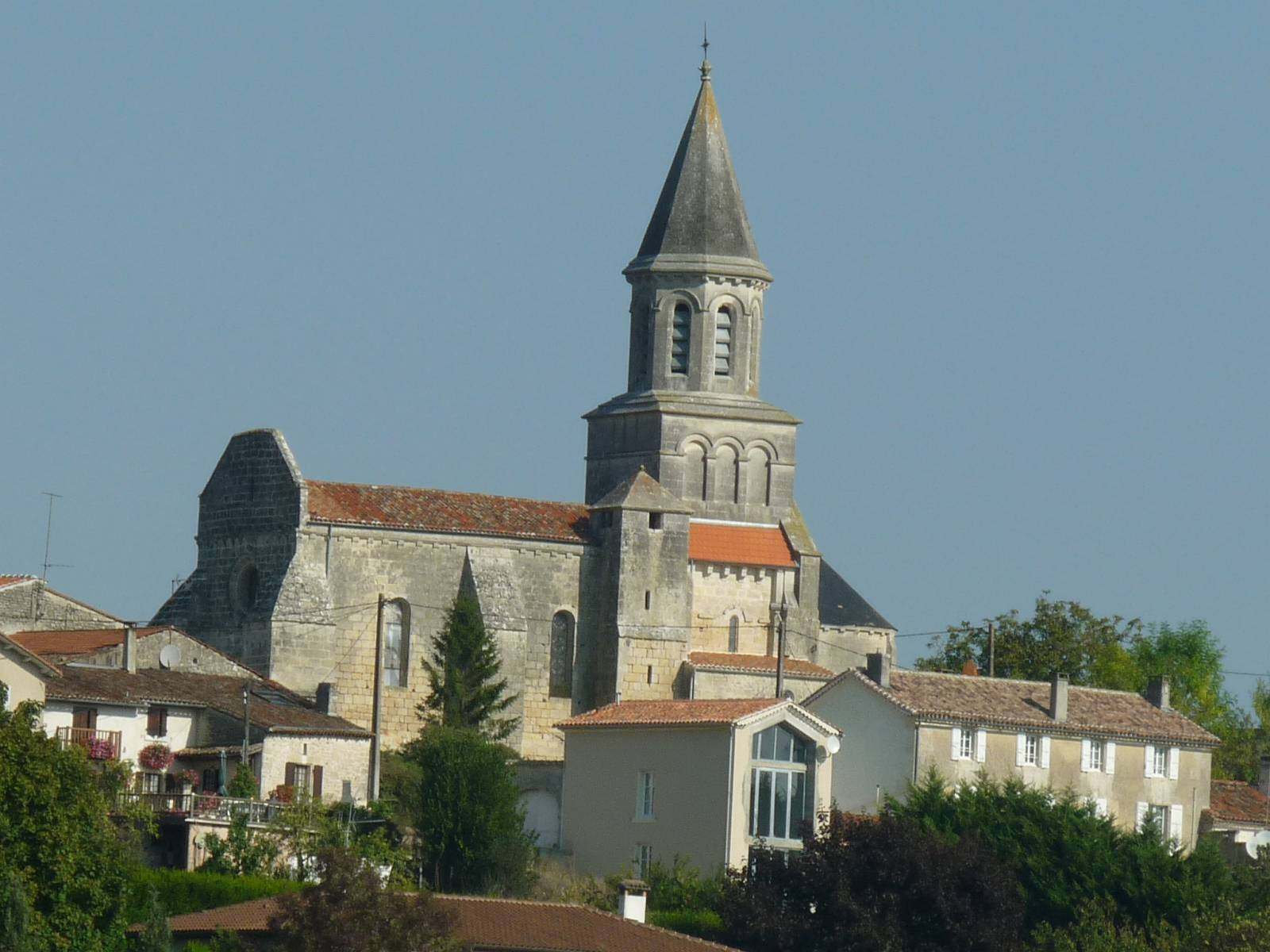
Kirche St-Siméon

St-Siméon ist eine römisch-katholische Kirche in Saint-Simeux in der Gemeinde Mosnac-Saint-Simeux (Département Charente) in der Region Nouvelle-Aquitaine in Frankreich. Die Kirche ist eingetragen im allgemeinen Inventar des kulturellen Erbes Frankreichs.

## Beschreibung
Die Kirche St-Siméon geht im Kern auf ein Bauwerk der Romanik aus dem 12. Jahrhundert zurück und steht unter dem Patrozinium des heiligen Simeon. Im 14. Jahrhundert wurden das einschiffige Bauwerk mit Chorturm und Halbkreisapsis im Osten umgebaut. 1844 stürzten der Chor, der Turm sowie die nördliche Seite des Langhauses ein. Die Kirche wurde daraufhin zwischen 1867 und 1868 unter der Aufsicht des Architekten Noël Sadoux wieder aufgebaut. Die Backsteingewölbe wurden im Jahr 1893 eingezogen. Zwischen 1964 und 1969 fanden Erneuerungsarbeiten statt, außerdem wurde der Turm ertüchtigt.

## Ausstattung
- Gemälde: Christus am Kreuz, 1876[2]
- Glasmalerei: Wappen von Papst Pius IX.[3]
- Glasmalerei: St. Franz von Sales und St. Johannes[4]
- Glasmalerei: Christus triumphiert[5]
- Taufstein, Marmor, zweite Hälfte 19. Jahrhundert[6]
- Altar, um 1869[7]
- Ambo, um 1800[8]
- Ostensorium, zweite Hälfte 19. Jahrhundert[9]
- Ziborium, um 1900[10]
- Glocke, bekannt als Marie Bernadette, 1979[11]